# Маркіньос Трад
Маркіньос Трад (28 серпня 1964) — мер Кампу-Гранді з 2017 року та бразильський юрист.

## Біографія
Як юрист, він був членом секції Мату-Гросу-ду-Сул Бразильської асоціації адвокатів як радник, а потім очолював комітет з етики та дисципліни. Він приєднався та очолив Державний спортивний суд (TJD-MS).

## Особисте життя
Син колишнього федерального депутата Нельсона Трада і Терезіньї Мандетти, брат колишнього мера Кампо-Гранде Нельсона Трада Фільо та колишнього федерального депутата Фабіо Трада ; закінчив юридичний факультет Федерального університету Ріо-де-Жанейро (UFRJ).
У грудні 2002 року він одружився з Тетяною Трад і з нею у нього народилися дві дочки, Мар'яна та Аліса Трад.